# Art Pepper
Art Pepper (Arthur Edward Pepper, Jr.) (Gardena, Kalifornia, 1925. szeptember 1. – Los Angeles, Kalifornia, 1982. június 15.) amerikai szaxofonos.

## Pályakép
Stan Kenton nagyzenekarában tünt fel. Érzelemteli előadásaira emlékezve egy nekrológ a világ legnagyobb altszaxofonosánának nevezte.
Az amerikai nyugati parti dzsessz egyik kiemelkedő muzsikusa volt. Kortársa Paul Desmondnak, Charlie Parkernek, Johnny Hodges-nek. Ő volt ebben a korszakban az elsőszámú szaxofonos volt az előbbiek után (vagy mellett).
Számos jelentős lemezt lemezt jadott ki.

## Lemezek
(válogatás)
- The Return Of Art Pepper (1956)
- The Way It Was! (1956)
- mit Chet Baker Playboys (1956)
- Modern Art (1957)
- The Art Of Pepper (1957)
- Meets The Rhythm Section (1957)
- Art Pepper + Eleven – Modern Jazz Classics (1959)
- Smack Up (1960)
- Intensity, 1960 (1963)
- The Gauntlet – Original Film Soundtrack (977)
- The Complete Galaxy Recordings, 1978–1982

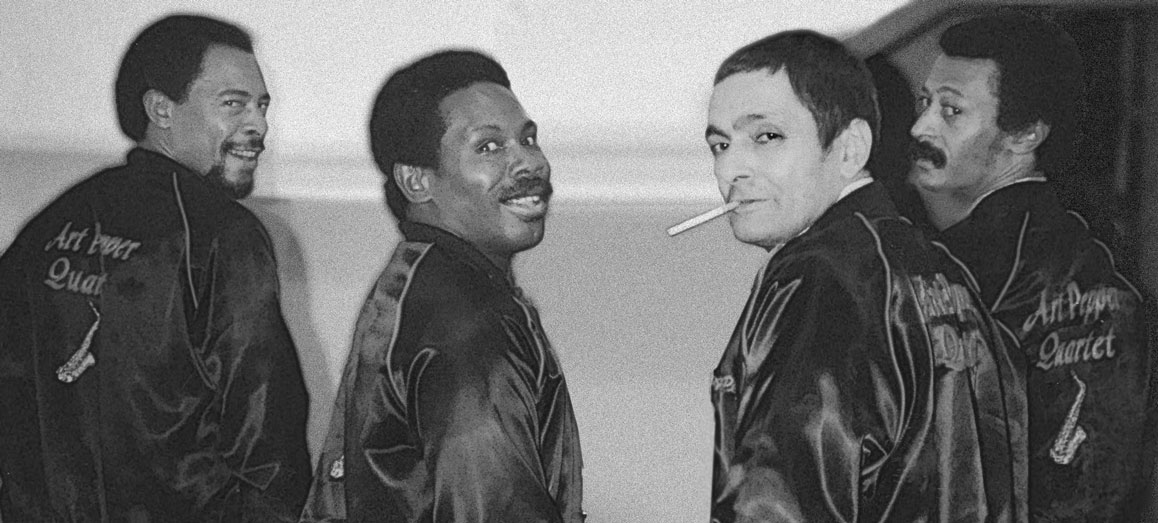
Carl Burnett, George Cables, Art Pepper, David Williams az utolsó kvartettükben